# Eliot House
Eliot House – jeden z dwunastu domów mieszkalnych dla studentów Harvard University i jeden z siedmiu oryginalnych domów w kolegium. Został otwarty w 1931 i nazwany na cześć Charlesa Williama Eliota, który był rektorem uniwersytetu przez cztery dekady, w latach 1869–1909. Zlokalizowany jest w Cambridge, u zbiegu John F. Kennedy Street i Memorial Drive (droga dojazdowa do kompleksu to Dunster Street), niedaleko rzeki Charles.

## Tradycja
Przed decyzją uniwersytetu o wykorzystaniu loterii w celu przypisania poszczególnych domów dla studentów (od rocznika 1999), Eliot House był znany jako najlepszy dom, zapewniający zakwaterowanie dla elity społecznej uniwersytetu, określany jako „bardziej harwardzki od Harvardu”.

## Znani mieszkańcy
Znanymi mieszkańcami Eliot House byli:
- Leonard Bernstein[1]
- Benazir Bhutto[2]
- Ben Bradlee[3]
- Archibald Cox[4]
- John Harbison[5]
- Rashida Jones[6]
- Ted Kaczynski[7]
- Jack Lemmon[8]
- Thomas Oliphant[9]
- George Plimpton[10]
- Jay Rockefeller[11]

W 1951 współlokatorami w Eliot House byli m.in. Paul Matisse – wnuk francuskiego impresjonisty Henri Matisse, Stephen Joyce – wnuk pisarza Jamesa Joyce’a i Sadruddin Aga Khan – w prostej linii potomek islamskiego proroka Mahometa. To spowodowało, że opiekun domu prof. John Finley w swojej wypowiedzi dla The New York Times stwierdził, że „...gdzie indziej można znaleźć, w jednym pokoju, wnuka Matisse, wnuka Joyce’a i pra-pra-pra-prawnuka Boga?”.

## W literaturze i filmie
W Eliot House w latach 1955–1958 mieszkali bohaterowie powieści Ericha Segala Absolwenci (ang. The Class, 1985): Andrew Eliot, Jason Gilbert, Daniel Rossie i George Keller. Spotykali się tutaj również ze sobą Theodor Lambros i jego przyszła żona Sara Harrison.
Eliot House wystąpił także w wielu filmach – był plenerem dla Love Story (1970, reż. Arthur Hiller) i The Social Network (2010, reż. David Fincher), jak również znalazł się w filmie Old School: Niezaliczona (2003, reż. Todd Phillips), Legalna blondynka (2001, ang. Legally Blonde, reż. Robert Luketic), Córka Prezydenta (2004, ang. Chasing Liberty, reż. Andy Cadiff) i Eurotrip (2004, reż. Jeff Schaffer).

## Galeria

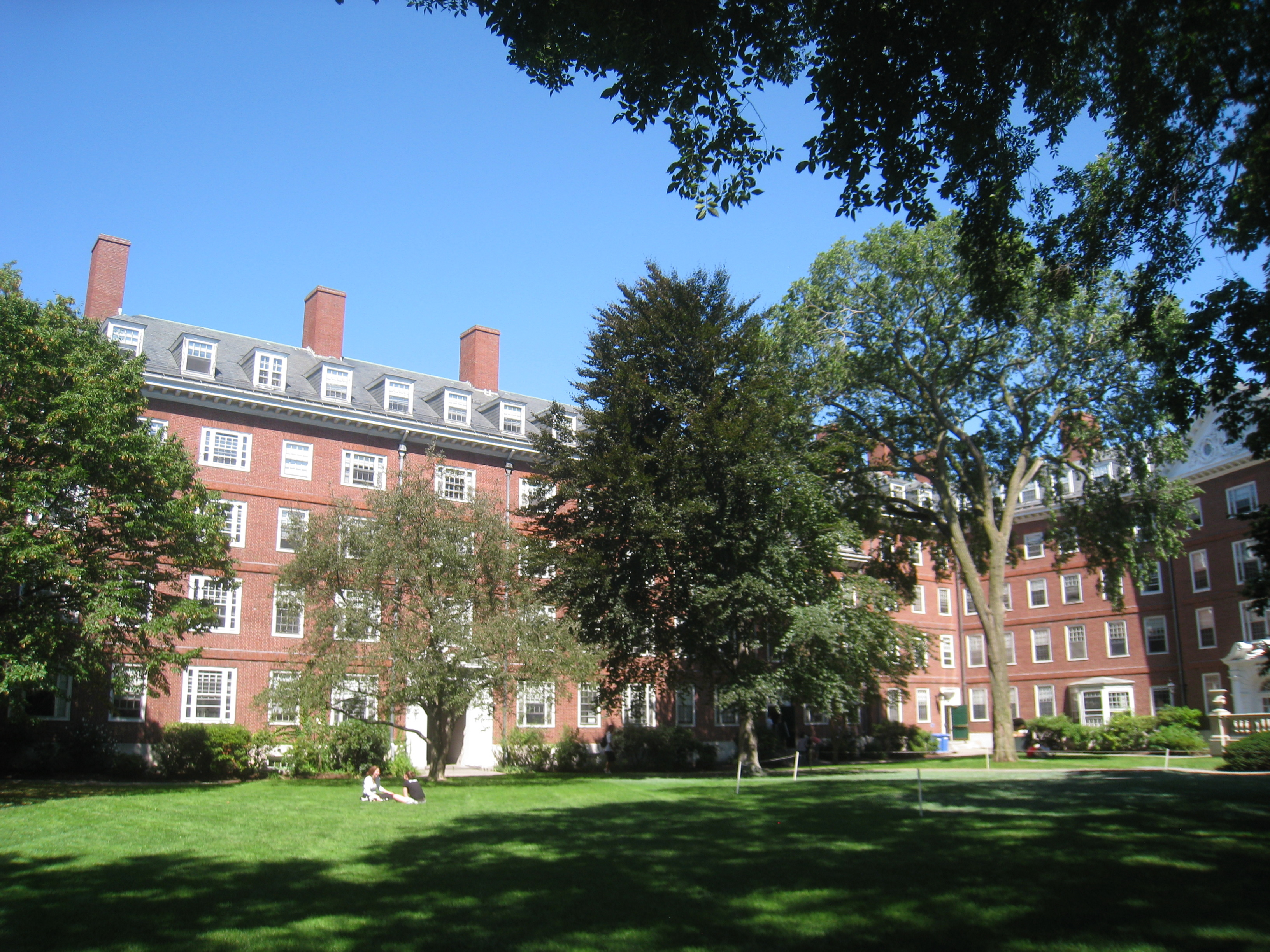
Wewnętrzny dziedziniec
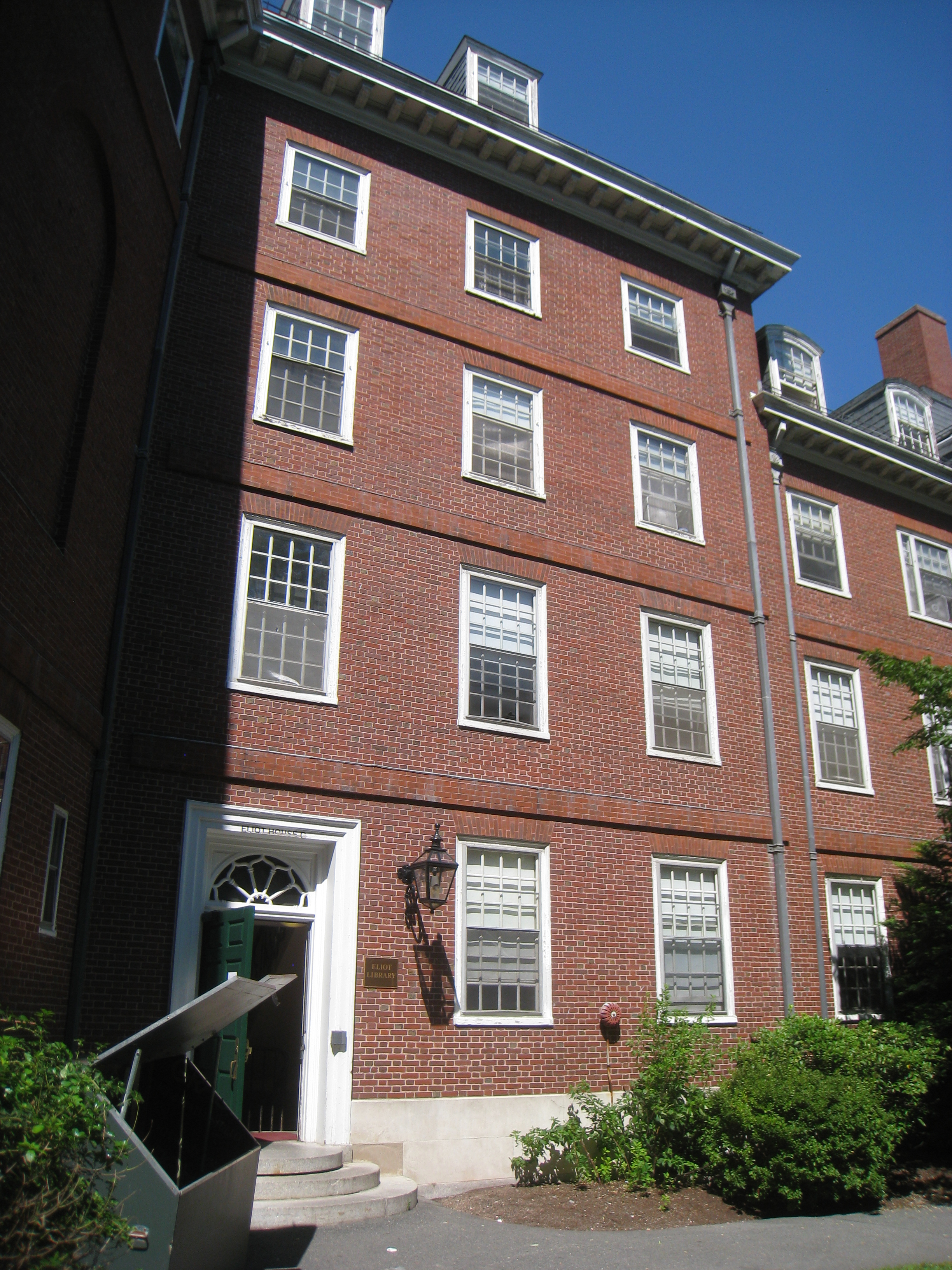
Fragment budynku
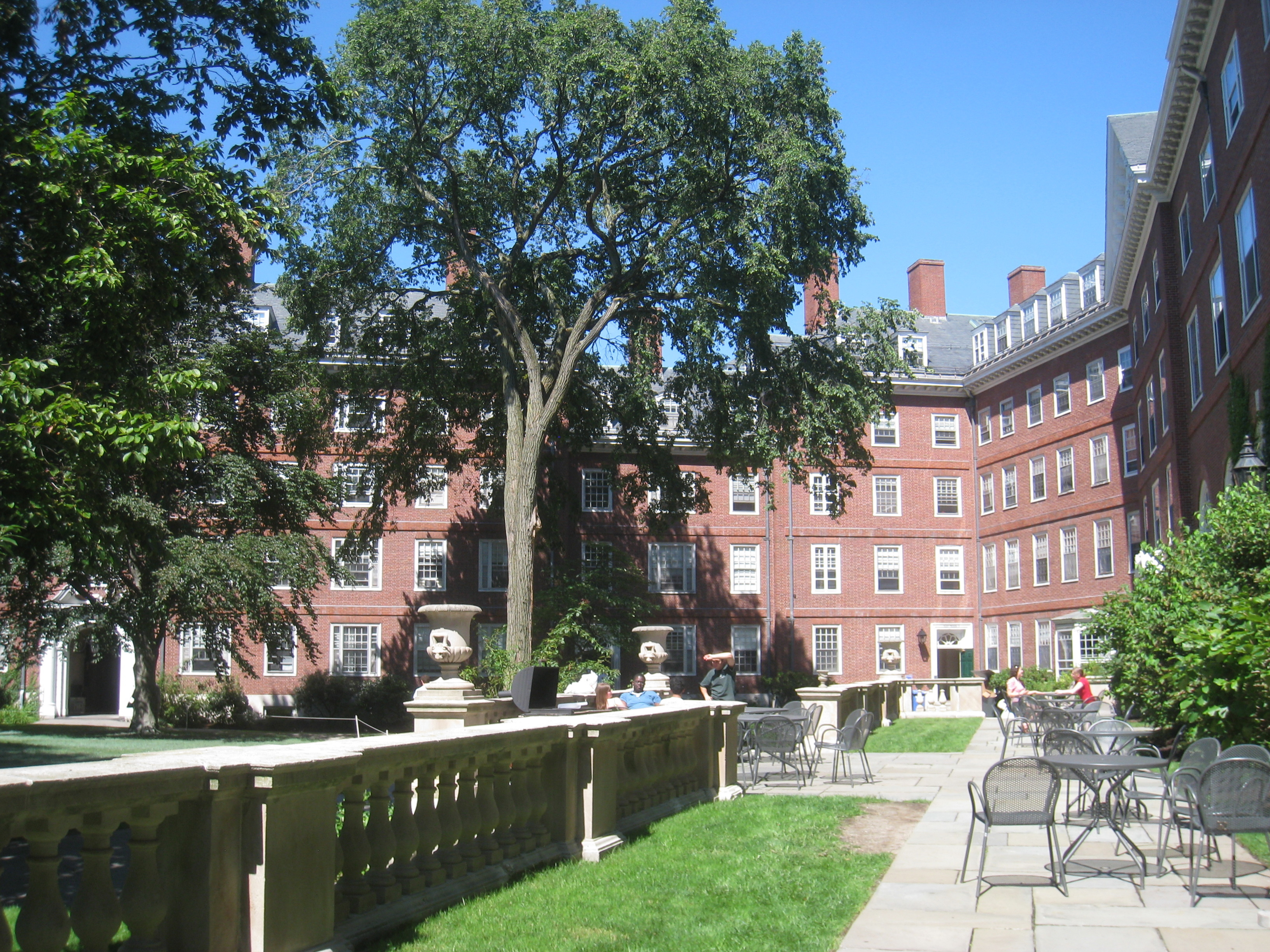
Wewnętrzny dziedziniec
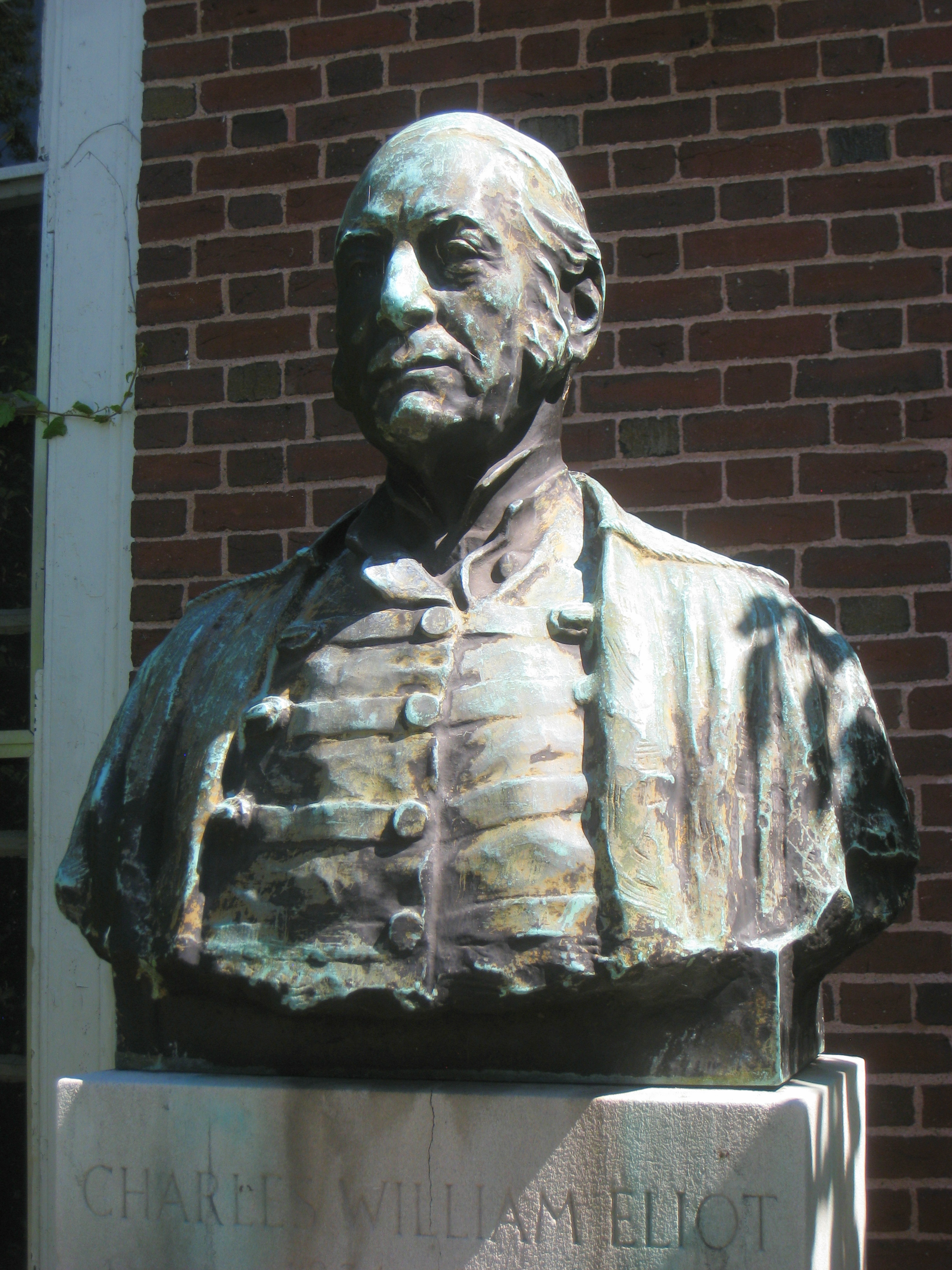
Popiersie Charlsa Williama Eliota
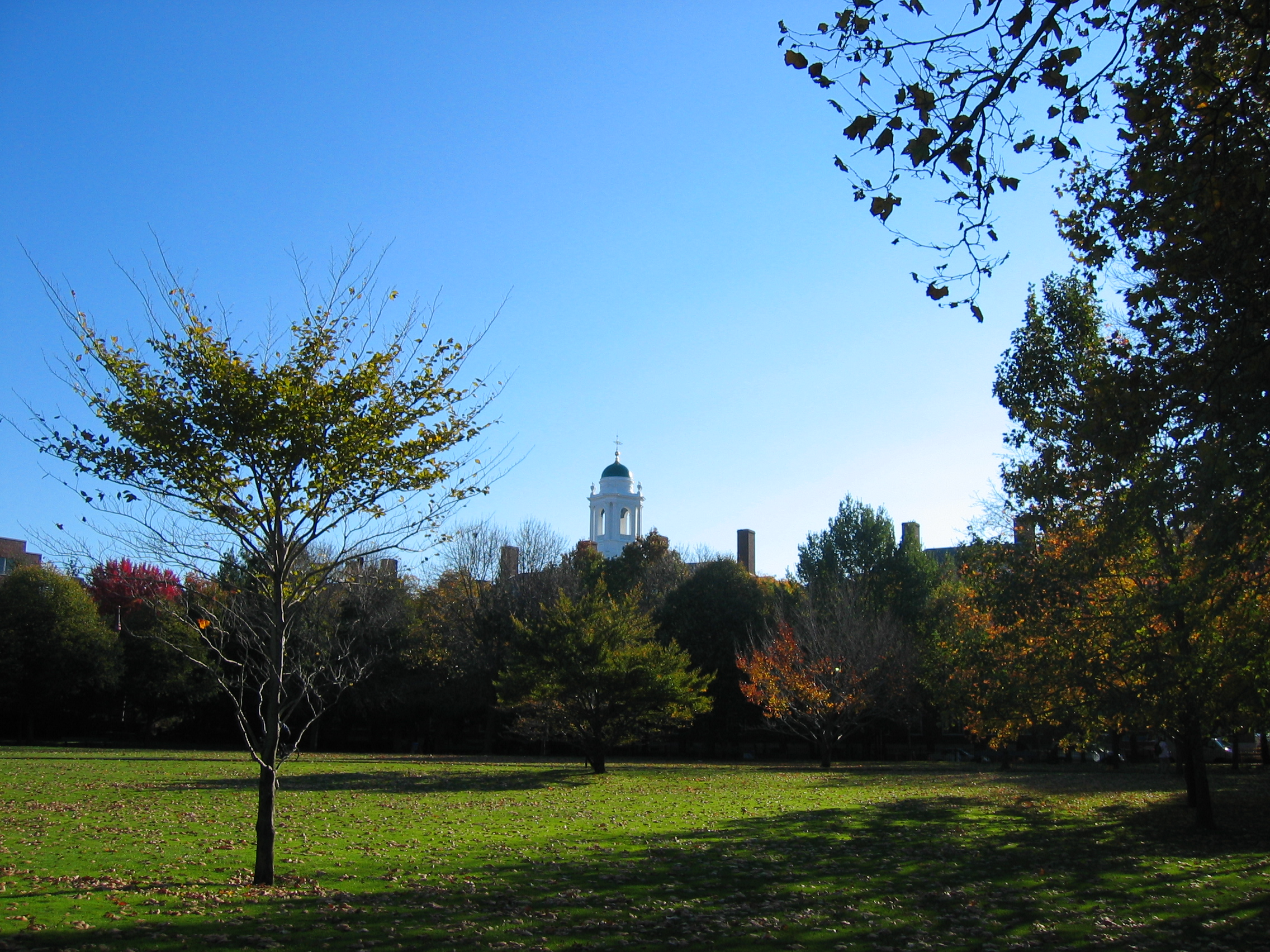
Widok od strony John F. Kennedy Park